# استان محویت
 محویت  (به عربی:  محافظة المحویت ) نام استانی در کشور یمن است. 

## جغرافیا
استان محویت  در فاصلهٔ ۱۰۰ کیلومتری شهر صنعا پایتخت یمن واقع شده‌است، وارتفاعش از سطح دریا در حدود ۲۱۰۰ متر می‌باشد. 
مورخ الویسی می‌گوید: محویت یکی از زیباترین شهرهای یمن است نسبتاً به موقعیت جفرافیایی آن، ودارای چشم اندازهایی زیبا و از طبیعت بی نظیری برخوردار است. این استان برفراز کوه «جبل بلاد غیل» واقع شده‌است. 

## جمعیت
جمعیت استان محویت در حدود ۴۹۴،۵۵۷ نفر در سال ۲۰۰۴ می‌باشد، وپیشه آن‌ها کشاورزی است.
اکثر جمعیت این استان شیعیان زیدی هستند.

## کشاورزی در محویت
استان محویت به زراعت قهوه و حبوب و بقولات مشهور است. 
همچنین چشمه‌های آب معدنی فراوانی در این استان وجود دارد. مشهورترین آن‌ها چشمه آب معدنی «الحمضة» است که در ۲۰ کیلومتری غرب محویت واقع شده‌است.